# Bildstock (Aschach, Schloßstraße 5)

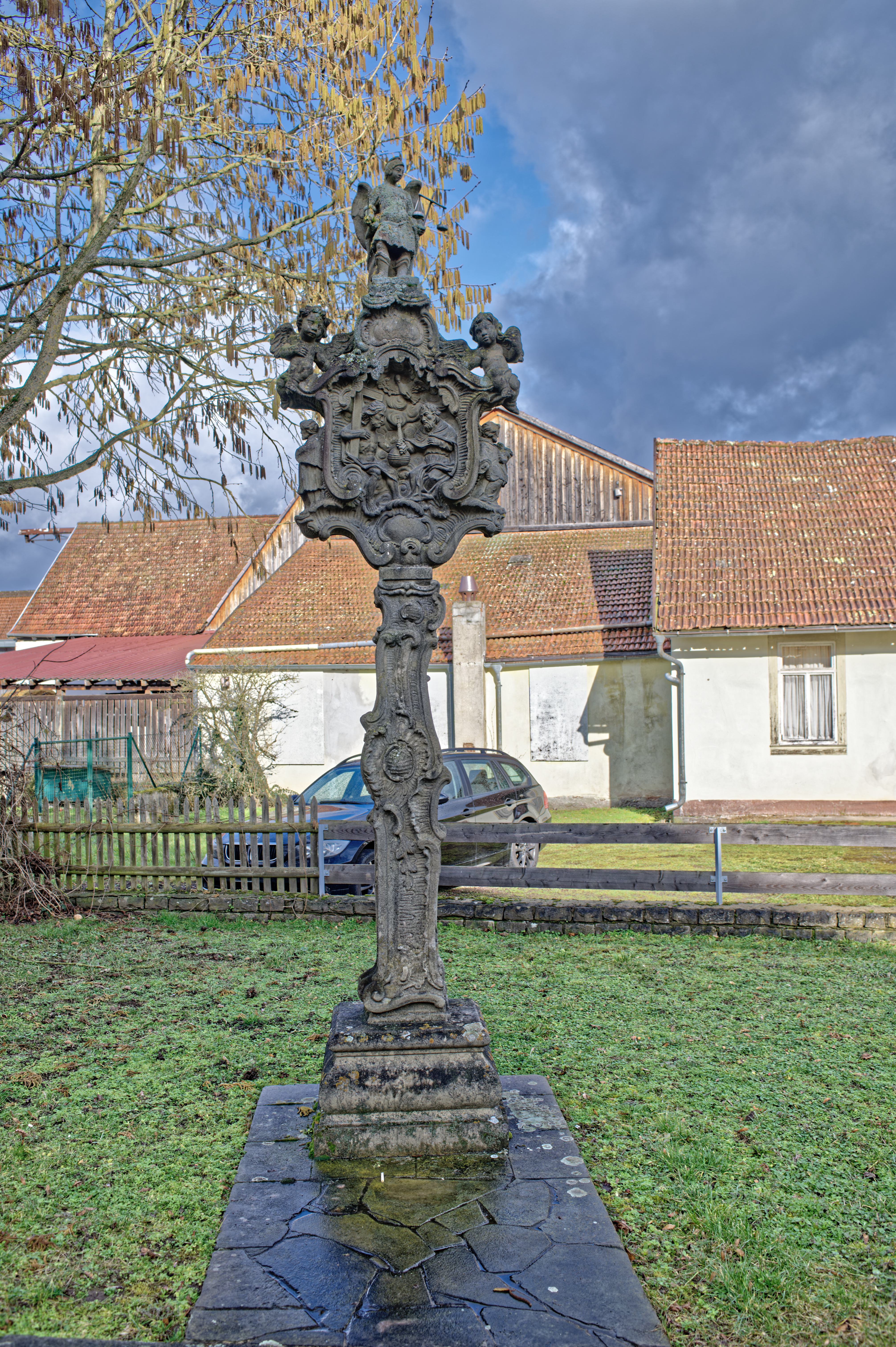
Kreuzdachbildstock, Aschach, Schloßstraße 5

Der Kreuzdachbildstock Schloßstraße 5 ist ein Flurdenkmal in Aschach, einem Ortsteil des Marktes Bad Bocklet im unterfränkischen Landkreis Bad Kissingen. Der Bildstock gehört zu den Baudenkmälern von Bad Bocklet und ist unter der Nummer D-6-72-112-31 in der Bayerischen Denkmalliste registriert.

## Beschreibung
Der Bildstock besteht aus patiniertem Sandstein und entstand um das Jahr 1750. Er stand früher am Distriktskrankenhaus un jetzt in der Nähe der Zehnthalle.
Auf einem 40 cm hohen geschweiften Sockel mit einer Breite von 65 cm und einer Länge von 53 cm, der aus einer Basisplatte, Kehle, Zwiebel, Kehle und auskragender Abschlussplatte besteht, geht ein reich mit Muschelwerk verzierter, in der Mitte ausgebauchter, 160 cm hoher Vierkantpfeiler mit den Abmessungen 28 cm × 23 cm hervor. Darauf befindet sich eine 103 cm hohe Relieftafel mit Muschelwerkrahmen, einer Breite von 73 cm und einer Tiefe von 14 cm. Links und rechts befinden sich Konsolen mit einem Priester mit Kreuz und einem Priester mit Korb als Assistenzfiguren. Im Relief der Bildtafel ist die Heilige Dreifaltigkeit zu sehen. Die Bekrönungsfigur stellt den Erzengel Michael dar.